# Ectatommiphila opaca
Ectatommiphila opaca är en skalbaggsart som först beskrevs av Lea 1912.  Ectatommiphila opaca ingår i släktet Ectatommiphila och familjen stumpbaggar. Inga underarter finns listade i Catalogue of Life.